# 인간과 자연의 대결
《인간과 자연의 대결》(Man vs. Wild)은 디스커버리 채널에서 방영하고 있는 리얼리티 서바이벌 프로그램이다. 영국 공수특전단 출신 베어 그릴스 (Bear Grylls)가 전세계 곳곳에 있는 위험한 지역에서 생존해 나가는 방법을 보여 준다. 2006년 10월 27일에 첫방송되었고, 2011년 11월 29일 끝으로 종영했다. 대한민국에서는 경인TV가 2010년부터 《인간 대 자연 극한에서 살아남기》라는 제목으로 수시 편성하였고 디스커버리 서바이벌 유튜브 채널에서도 볼 수 있다.